# Rue des Tailleurs-de-Pierre
La rue des Tailleurs-de-Pierre (en alsacien : Steinmetzgässel) est une voie de Strasbourg rattachée administrativement au quartier Centre. Elle va du no 4 de la rue du Vieil-Hôpital au no 5 de la rue du Maroquin.

## Toponymie

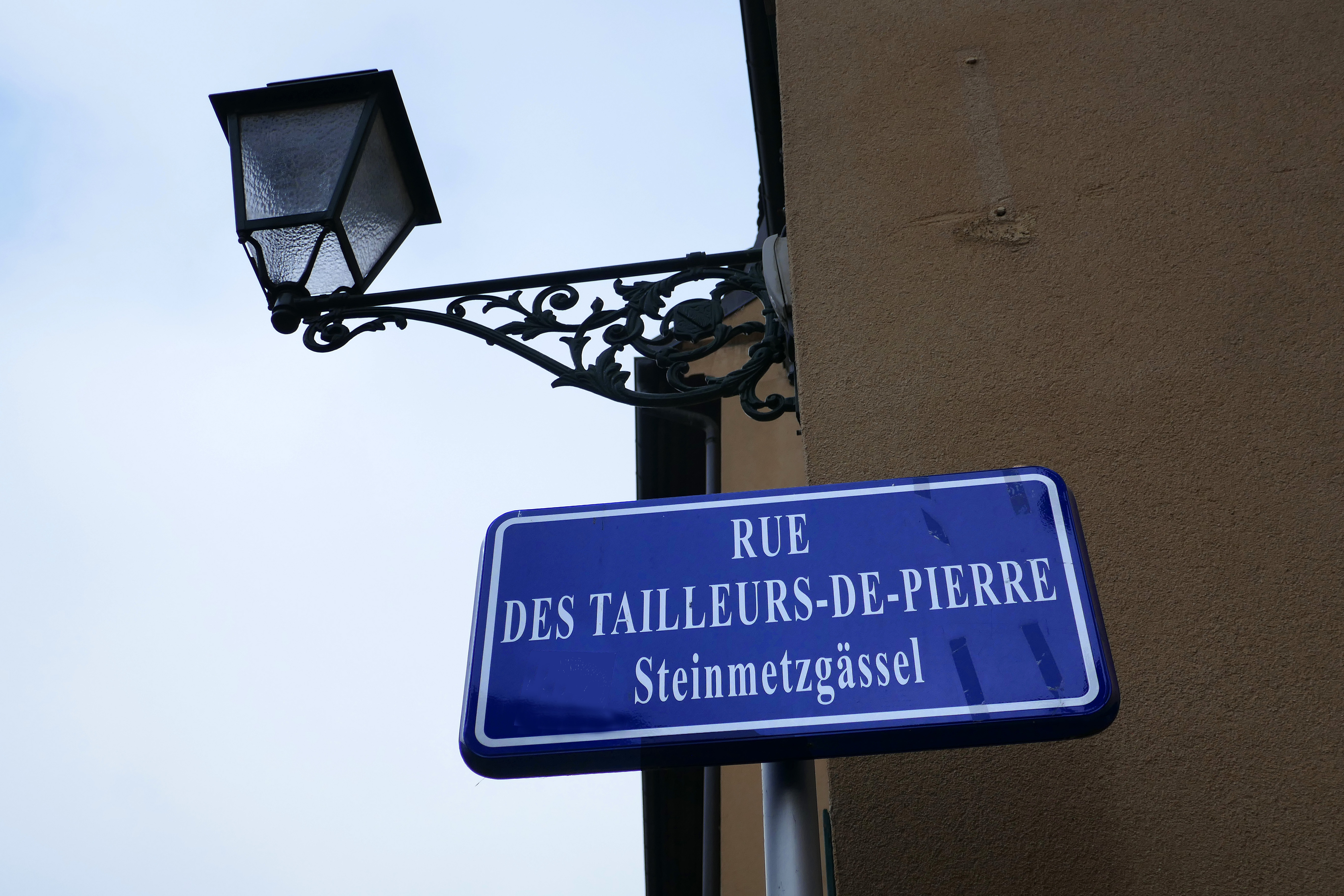
Plaque bilingue, en français et en alsacien.

Au fil des siècles, la rue a connu différentes dénominations, en allemand ou en français : Girengesselin (1343), Zwerchgesselin (1518), Zwerchgässel (1758), rue Travers (1763), Zwerggässel (1823), rue des Tailleurs-de-Pierre (1856, 1918), ruelle Steinmetz (1857), ruelle des Tailleurs-de-Pierre (1858), Steinmetzgässchen (1872, 1940), puis, à nouveau, rue des Tailleurs-de-Pierre depuis 1945.
Adolphe Seyboth souligne la confusion qui a conduit à la traduction de Zwerchgässel (« ruelle traversière ») par Zwerggässel (« ruelle du Nain »). Cependant la référence aux tailleurs de pierre, nombreux autour de la cathédrale, n'apparaît qu'au milieu du XIXe siècle, à partir du nom de la maison Zum Steinmetzen (« au tailleur de pierre »), citée dès 1312.
Des plaques de rues bilingues, à la fois en français et en alsacien, sont mises en place par la municipalité à partir de 1995. C'est le cas du Steinmetzgässel.

## Bâtiments remarquables
Dans ce quartier très touristique proche de la cathédrale, les deux immeubles qui font l'angle avec la rue du Maroquin abritent des winstubs à colombages : Au Vieux Strasbourg, dont la façade s'ouvre sur la rue du Maroquin, et le Tire-Bouchon, domicilié au no 5 de la rue des Tailleurs-de-Pierre.
À l'angle de la rue du Vieil-Hôpital, se trouve une autre winstub, le Zehnerglock, dont le nom fait référence à la cloche de dix heures de la cathédrale intimant la sortie de la ville des Juifs et la fermeture des portes de l'enceinte fortifiée.

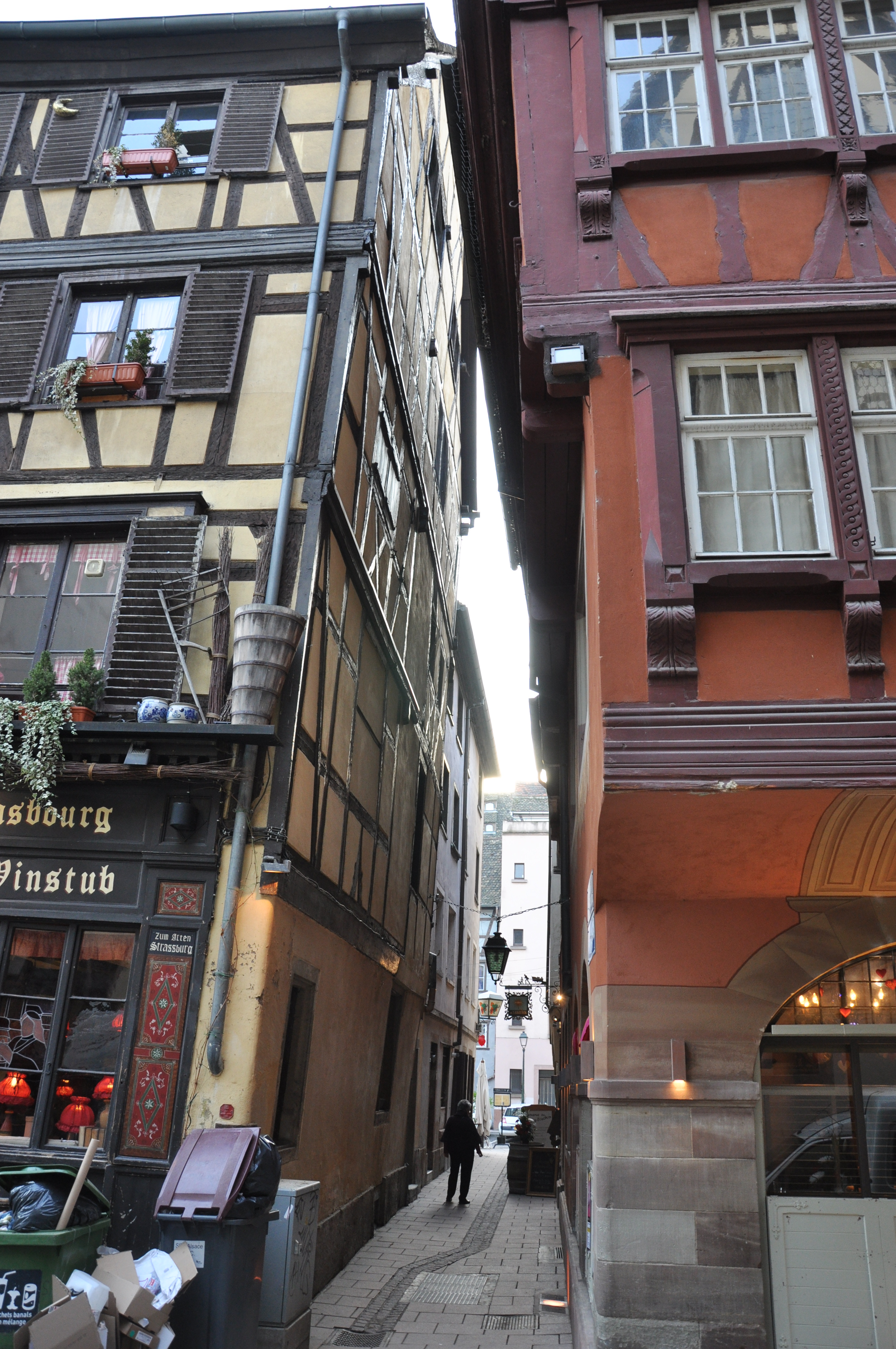
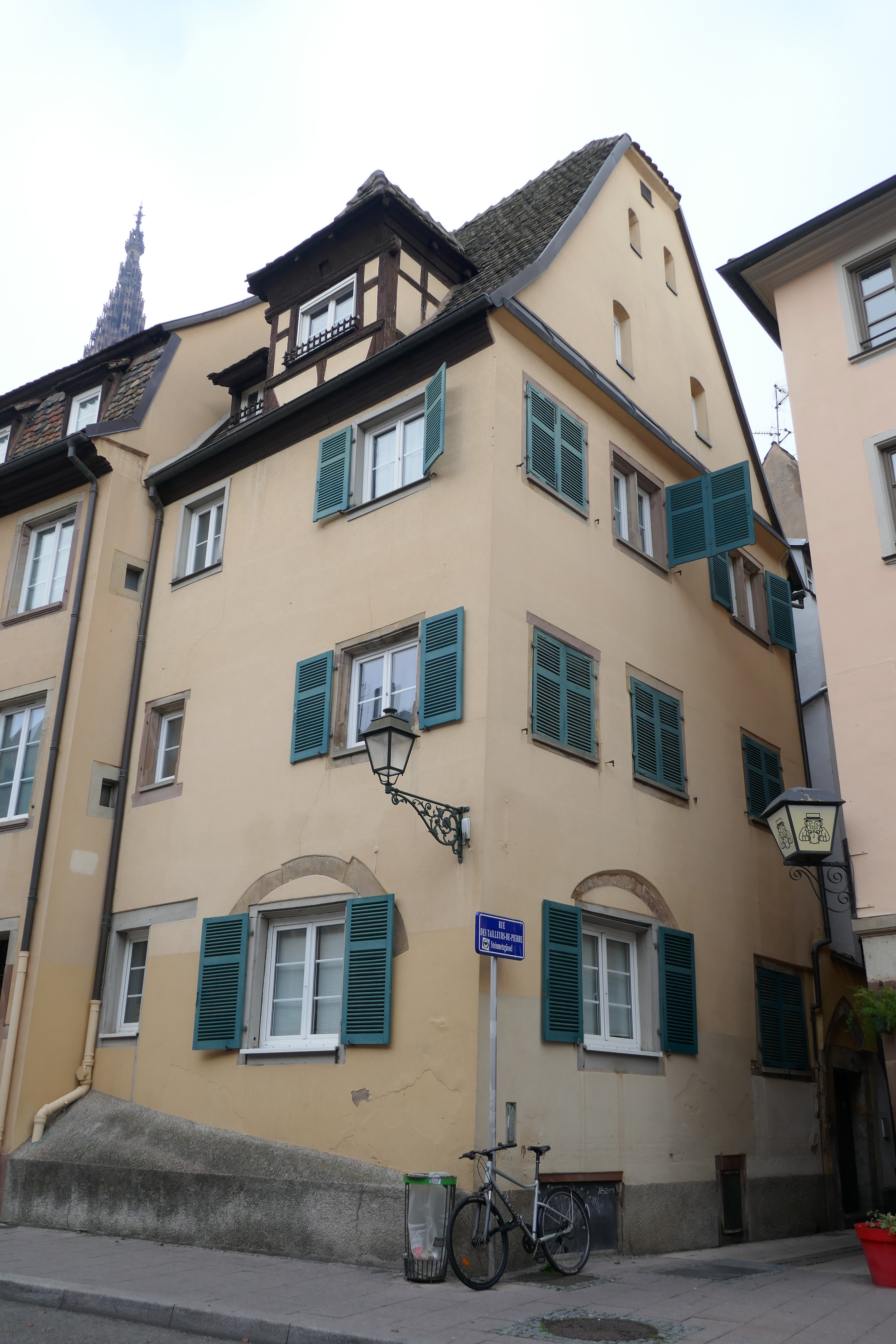
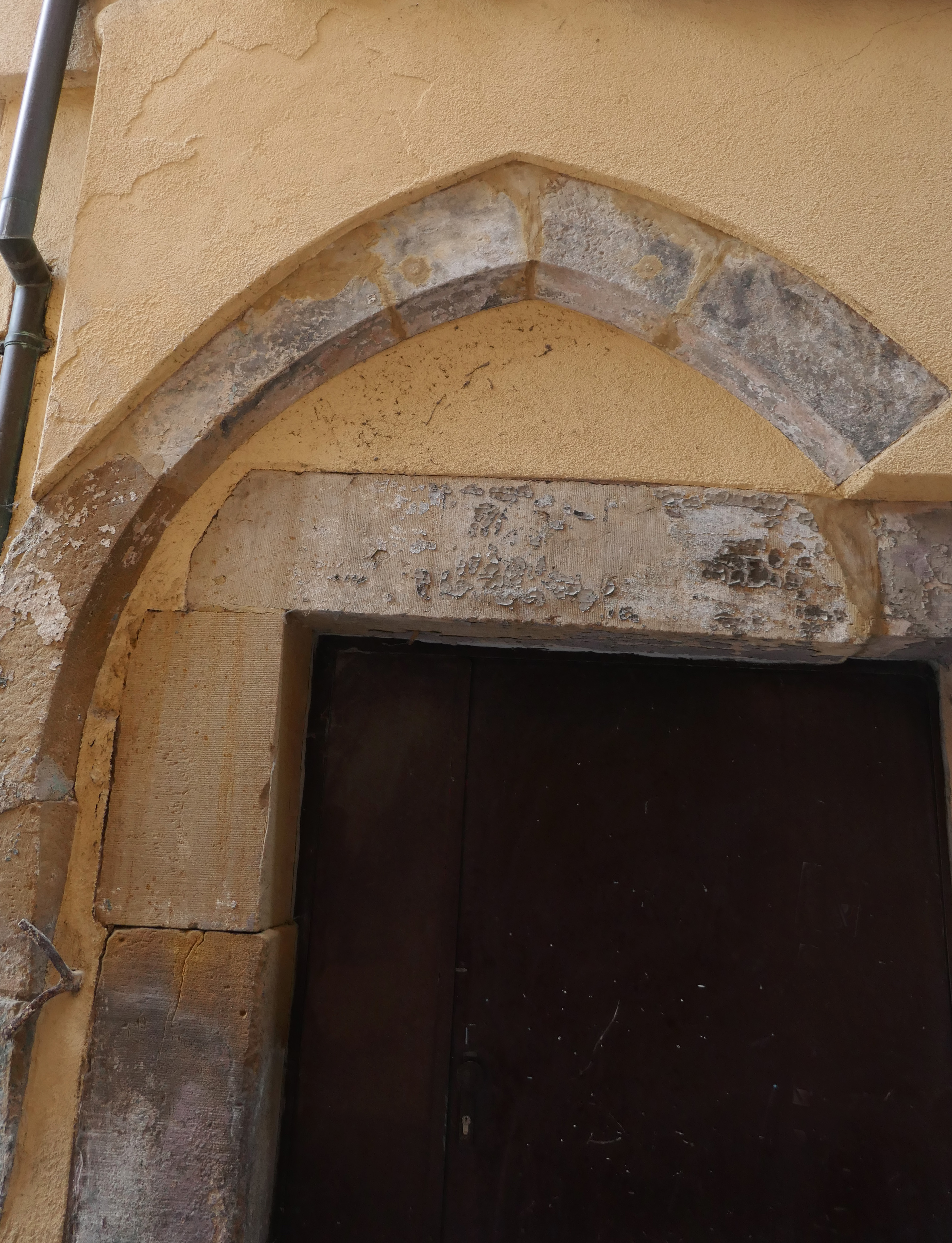
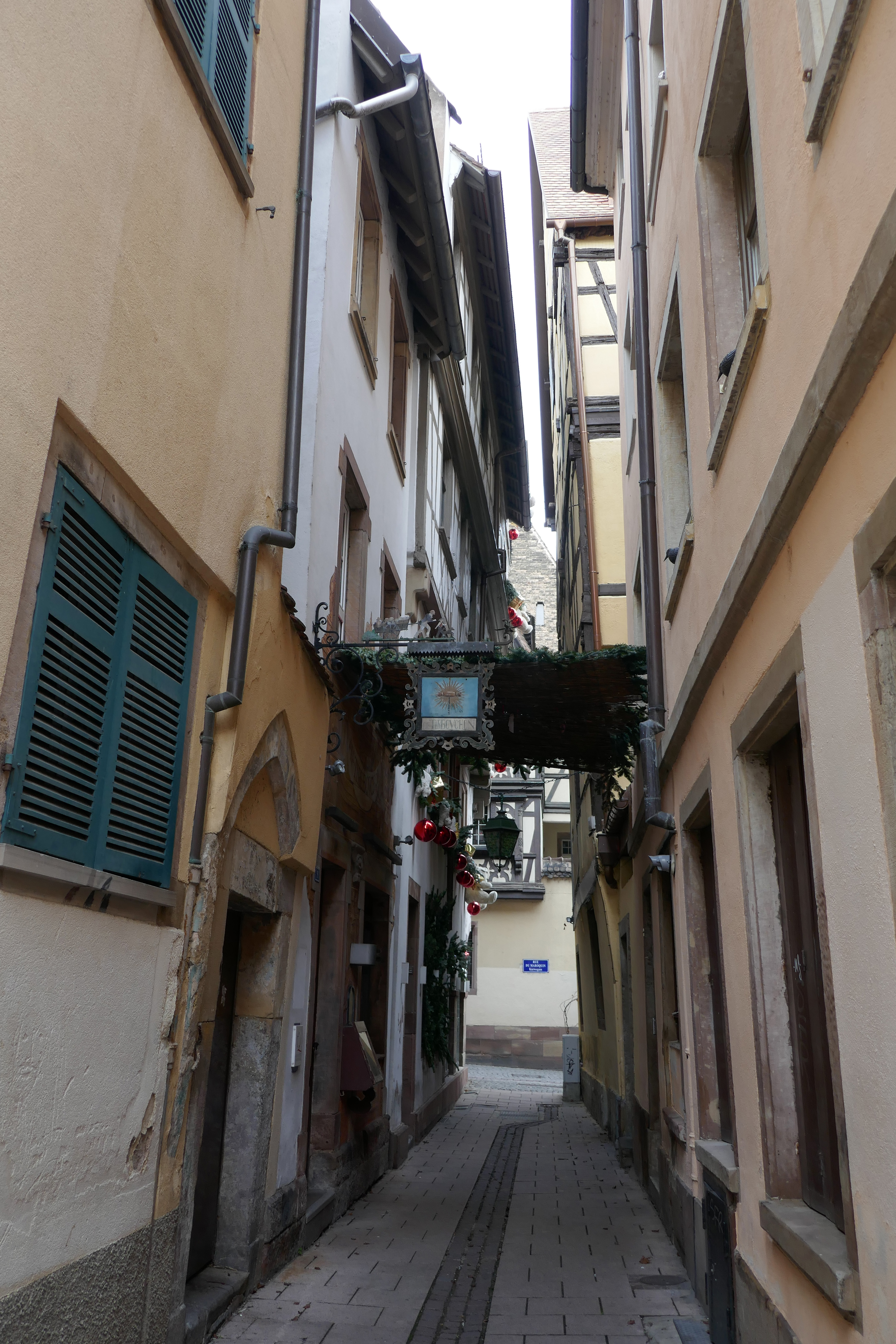
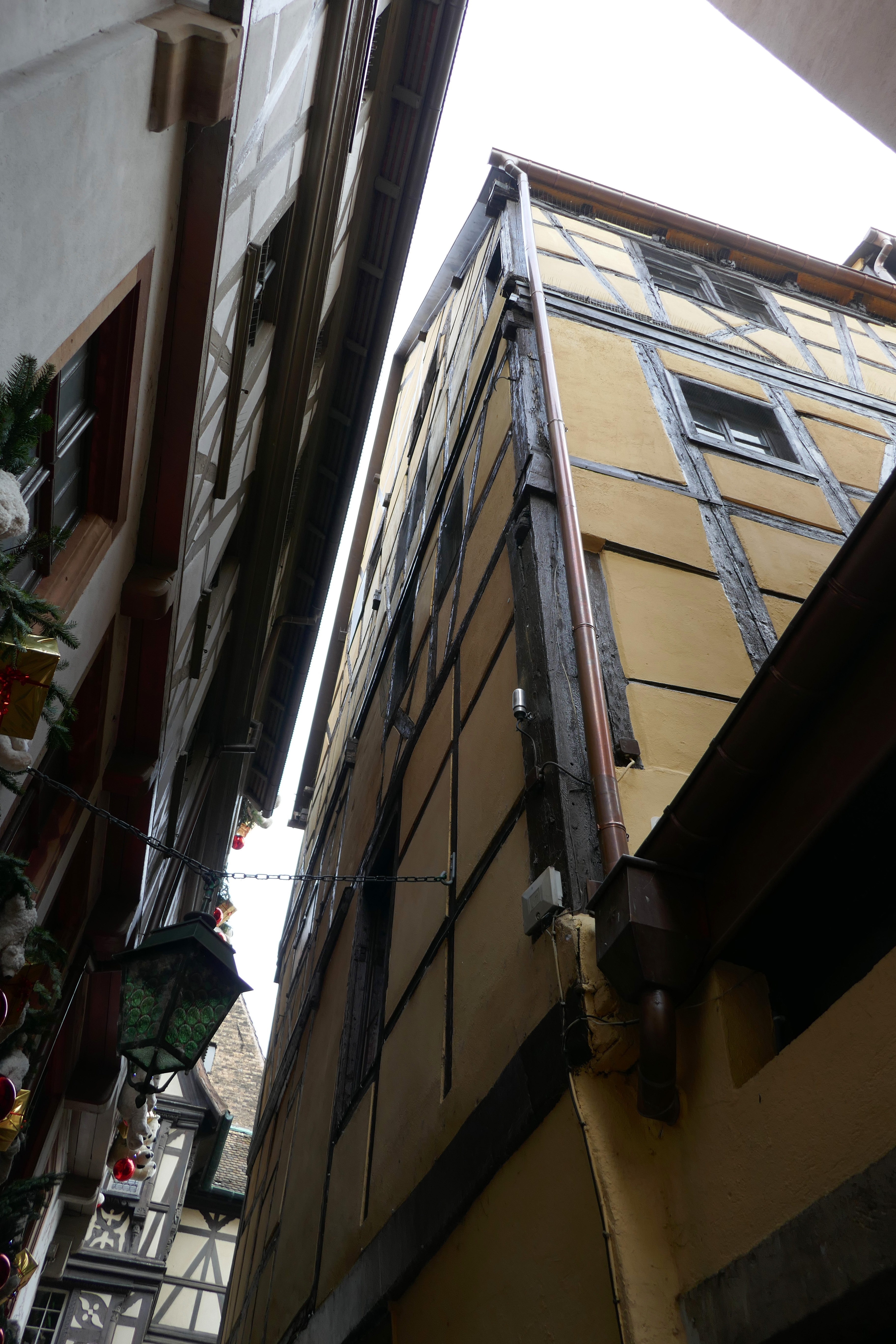
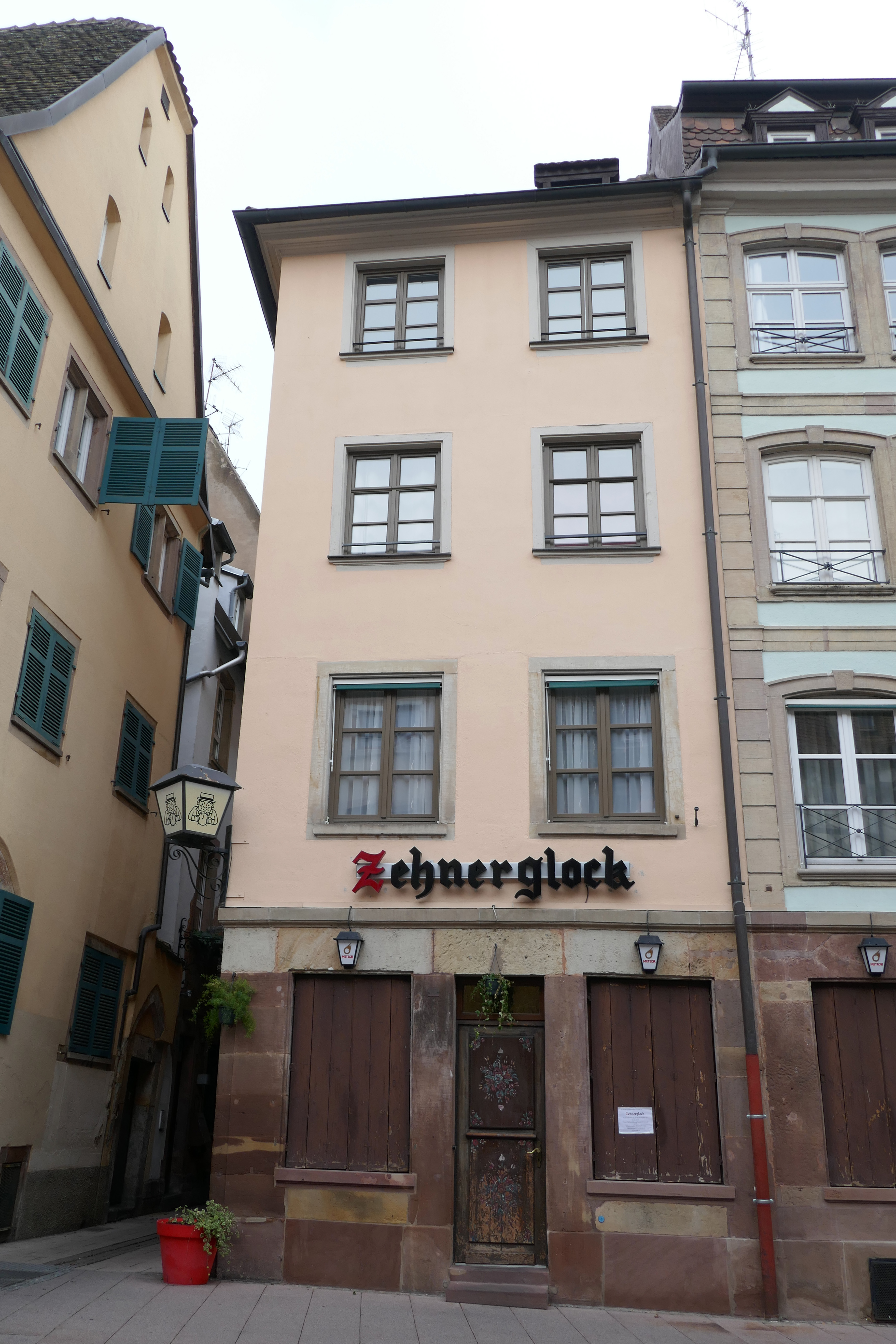